# 加布里埃特
加布里埃特（Gabbriette，1997年7月28日—）原名加布里埃拉·利·贝克特尔（Gabriella Leigh Bechtel），是一位美国模特、音乐人。加布里埃特生于加州橙縣，她最早以模特身份而为人所知，之后在朋克搖滾乐队Nasty Cherry担当主唱，令更多人知道了她。加布里埃特的哥德次文化审美广为人知，数家媒体都称她是个“It girl”。